# Toute la musique... (album video de Patricia Kaas)
Toute la musique... este cel de-al cincilea album video al cântăreței franceze Patricia Kaas.

## Conținut
Ediție standard

1. „D'Allemagne”
2. „Ceux qui n'ont rien”
3. „L'abbée caillou”
4. „Peut-être que peut-être”
5. „Il me dit que je suis belle”
6. „Je voudrais la connaître”
7. „Des regrets”
8. „Une fille de l'Est”
9. „Une dernière semaine à New-York”
10. „Entrer dans la lumière”
11. „On pourrait”
12. „Mademoiselle chante le blues”
13. „Toute la musique que j'aime”
14. „Quand On N'a Que l'amour”
15. „Je le garde pour toi”
16. „L'aigle noir” (piesă bonus)
17. „Herz eines Kämpfers” (piesă bonus)